# Марзенс
Марзе́нс (фр. Marzens, окс. Sant Salvaire) — коммуна во Франции, находится в регионе Юг — Пиренеи. Департамент — Тарн. Входит в состав кантона Лавор-Кокань. Округ коммуны — Кастр.
Код INSEE коммуны — 81157.

## География

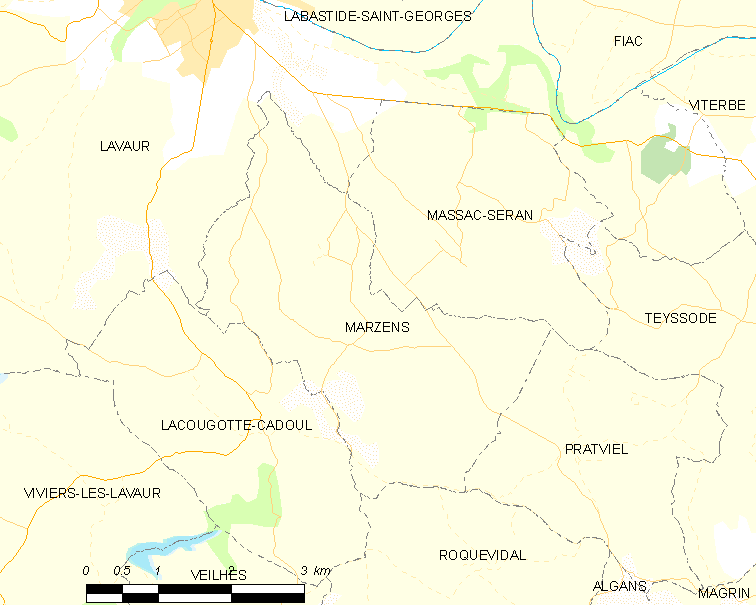
Карта коммуны

Коммуна расположена приблизительно в 580 км к югу от Парижа, в 33 км восточнее Тулузы, в 40 км к юго-западу от Альби.

## Климат
Климат умеренно-океанический. Зима мягкая и дождливая, лето жаркое с частыми грозами. Ветры довольно редки.

## Население
Население коммуны на 2010 год составляло 303 человека.
| 1962 | 1968 | 1975 | 1982 | 1990 | 1999 | 2010 |
| ---- | ---- | ---- | ---- | ---- | ---- | ---- |
| 242  | 218  | 200  | 187  | 198  | 262  | 303  |

## Экономика
В 2007 году среди 209 человек в трудоспособном возрасте (15—64 лет) 152 были экономически активными, 57 — неактивными (показатель активности — 72,7 %, в 1999 году было 73,7 %). Из 152 активных работали 140 человек (72 мужчины и 68 женщин), безработных было 12 (5 мужчин и 7 женщин). Среди 57 неактивных 25 человек были учениками или студентами, 13 — пенсионерами, 19 были неактивными по другим причинам.